# Немања Митровић
Немања Митровић (Париз, 1960) српски је књижевник.

## Биографија
Немања Митровић је рођен 1960. године у Паризу. 
Припада средњој генерацији српских писаца, генерацији која се афирмисала на страницама „Књижевне речи“ и „Поља“ у осамдесетим годинама прошлог века. Митровић је у то доба изашао на глас најоригиналнијег фантастичара, чија су остварења красила антологије савремене српске прозе. Објавио је осам прозних, једну песничку и две књиге изабраних прича. Приче су му преведене на неколико језика. 
Илустровао је књижевне листове, часописе и књиге. Од 1992. до почетка новог миленијума живео је у Амстердаму након чега је прешао да живи у Србији.

## Награде
- Бранкова награда, за књигу поезије Сан рата, 1981.
- Награда „Биљана Јовановић” Српског књижевног друштва, за књигу прича Бајке с Венере, 2008.

## Дела
- Сан рата (1980)
- Расе (1983)
- У знаку рибе (1987)
- Душе и ствари (1988)
- Приче за очи (1990)
- Град поред света (1994)
- Песма из мора (1995)
- Врата на дну (2000)
- Нерасветљени Светозаров нестанак (2004)
- Предања с Месеца (2005)
- Тамна страна Сунца (2006)
- Паре или живот (2006)
- Друг Петар Пан (2006)
- Крај плавих река (2007)
- Бајке с Венере (2007)
- Луда цара Троглава (2008)
- Вода у праху (2008)
- Рим или мир (2009)
- Романса са веверицом (2010)
- Шкриња краљице Теуте (2012)
- Под гаром звезда (2013)
- Зима у рају (2014)
- Буквар (2014)
- Осмех Црног Пита(2015)